# Saint-Georges-sur-Baulche
Saint-Georges-sur-Baulche és un municipi francès, situat al departament del Yonne i a la regió de Borgonya - Franc Comtat. L'any 2007 tenia 3.261 habitants.

## Fills Il·lustres
- Gaston Hamelin (1884-1951), clarinetista i pedagog musical.

### Població
El 2007 la població de fet de Saint-Georges-sur-Baulche era de 3.261 persones. Hi havia 1.424 famílies, de les quals 368 eren unipersonals (108 homes vivint sols i 260 dones vivint soles), 624 parelles sense fills, 360 parelles amb fills i 72 famílies monoparentals amb fills.
La població ha evolucionat segons el següent gràfic:
Habitants censats

### Habitatges
El 2007 hi havia 1.506 habitatges, 1.429 eren l'habitatge principal de la família, 15 eren segones residències i 62 estaven desocupats. 1.254 eren cases i 248 eren apartaments. Dels 1.429 habitatges principals, 1.094 estaven ocupats pels seus propietaris, 299 estaven llogats i ocupats pels llogaters i 36 estaven cedits a títol gratuït; 40 tenien una cambra, 81 en tenien dues, 203 en tenien tres, 384 en tenien quatre i 721 en tenien cinc o més. 1.241 habitatges disposaven pel capbaix d'una plaça de pàrquing. A 651 habitatges hi havia un automòbil i a 681 n'hi havia dos o més.

### Piràmide de població
La piràmide de població per edats i sexe el 2009 era:
| Homes | Edats   | Dones |
| ----- | ------- | ----- |
| 0     | 95 o +  | 0     |
| 8     | 90 a 94 | 32    |
| 32    | 85 a 89 | 40    |
| 28    | 80 a 84 | 28    |
| 52    | 75 a 79 | 88    |
| 72    | 70 a 74 | 88    |
| 152   | 65 a 69 | 152   |
| 132   | 60 a 64 | 124   |
| 132   | 55 a 59 | 108   |
| 108   | 50 a 54 | 156   |
| 92    | 45 a 49 | 96    |
| 100   | 40 a 44 | 116   |
| 92    | 35 a 39 | 108   |
| 64    | 30 a 34 | 72    |
| 124   | 25 a 29 | 68    |
| 24    | 20 a 24 | 48    |
| 92    | 15 a 19 | 80    |
| 56    | 10 a 14 | 80    |
| 104   | 5 a 9   | 76    |
| 44    | 0 a 4   | 72    |

## Economia
El 2007 la població en edat de treballar era de 1.807 persones, 1.231 eren actives i 576 eren inactives. De les 1.231 persones actives 1.127 estaven ocupades (580 homes i 547 dones) i 104 estaven aturades (48 homes i 56 dones). De les 576 persones inactives 322 estaven jubilades, 149 estaven estudiant i 105 estaven classificades com a «altres inactius».

### Ingressos
El 2009 a Saint-Georges-sur-Baulche hi havia 1.504 unitats fiscals que integraven 3.406 persones, la mediana anual d'ingressos fiscals per persona era de 23.627 €.

### Activitats econòmiques
Dels 135 establiments que hi havia el 2007, 1 era d'una empresa extractiva, 1 d'una empresa alimentària, 1 d'una empresa de fabricació de material elèctric, 4 d'empreses de fabricació d'altres productes industrials, 28 d'empreses de construcció, 22 d'empreses de comerç i reparació d'automòbils, 2 d'empreses de transport, 3 d'empreses d'hostatgeria i restauració, 4 d'empreses d'informació i comunicació, 10 d'empreses financeres, 6 d'empreses immobiliàries, 18 d'empreses de serveis, 22 d'entitats de l'administració pública i 13 d'empreses classificades com a «altres activitats de serveis».
Dels 47 establiments de servei als particulars que hi havia el 2009, 1 era una oficina de correu, 4 oficines bancàries, 1 funerària, 3 tallers de reparació d'automòbils i de material agrícola, 1 establiment de lloguer de cotxes, 4 paletes, 3 guixaires pintors, 4 fusteries, 6 lampisteries, 5 electricistes, 4 empreses de construcció, 5 perruqueries, 1 veterinari, 1 restaurant, 3 agències immobiliàries i 1 saló de bellesa.
Dels 9 establiments comercials que hi havia el 2009, 2 eren supermercats, 1 una botiga de menys de 120 m², 1 una fleca, 1 una peixateria, 1 una botiga d'electrodomèstics i 3 floristeries.
L'any 2000 a Saint-Georges-sur-Baulche hi havia 12 explotacions agrícoles que ocupaven un total de 275 hectàrees.

## Equipaments sanitaris i escolars
El 2009 hi havia 2 farmàcies i 1 ambulància.
El 2009 hi havia 1 escola maternal i 1 escola elemental. Saint-Georges-sur-Baulche disposava d'un col·legi d'educació secundària amb 591 alumnes.

## Poblacions més properes
El següent diagrama mostra les poblacions més properes.